# Štefan Pekár
Štefan Pekár (* 3. prosince 1988, Kanianka, Československo) je slovenský fotbalový záložník či útočník, od července 2017 hráč klubu FC Spartak Trnava. Mimo Slovensko působil na klubové úrovni v Česku.

## Klubová kariéra
Svoji fotbalovou kariéru začal v Kaniance. V roce 1999 přestoupil v průběhu mládeže do HFK Prievidza, kde nastupoval také v seniorské kategorii. Po krátkém zahraničním angažmá v české Mladé Boleslavi se vrátil v roce 2010 na Slovensko a podepsal kontrakt s MFK Ružomberok. V létě 2013 zamířil do Spartaku Myjava. V sezóně 2014/15 Fortuna ligy nastřílel v myjavském dresu 11 ligových gólů. Ve Spartaku působil ve funkci kapitána týmu.
V prosinci 2016 se dohodl na smlouvě s druholigovým českým klubem FC Baník Ostrava. S Baníkem vybojoval v sezóně 2016/17 postup do 1. české ligy.

V červenci 2017 se vrátil na Slovensko a podepsal dvouletý kontrakt s klubem FC Spartak Trnava.